# Dactylocerca sonorae
Dactylocerca sonorae är en insektsart som beskrevs av Ross 2003. Dactylocerca sonorae ingår i släktet Dactylocerca och familjen Anisembiidae. Inga underarter finns listade i Catalogue of Life.